# Enele Sopoaga
Enele Sosene Sopoaga (10 de febrer de 1956) és un polític i diplomàtic de Tuvalu i el seu primer ministre des de 2013.
Sopoaga va ser triat al Parlament en les eleccions generals de 2010. Va exercir com a primer ministre i ministre de Relacions Exteriors, Medi ambient i Treball al govern de curta vida del primer ministre Maatia Toafa de setembre a desembre de 2010. Després d'un intent fallit de la prefectura del govern al desembre de 2010 (amb el suport de Toafa), es va convertir en líder de l'oposició al govern del primer ministre Willy Telavi. Es va convertir en primer ministre interí l'1 d'agost de 2013 després de la destitució de Telavi pel Governador General, en el context d'una crisi política. Un dia després, el 2 d'agost de 2013, l'oposició va votar a cap amb èxit el govern de Telavi en un vot de confiança. Després d'això, es va realitzar una nova votació per triar al nou primer ministre de Tuvalu i Sopoaga va guanyar amb 8 vots a 4. Va jurar el càrrec el 5 d'agost de 2013, i creat el seu ministeri, el mateix dia.